# Arquidiócesis de Daegu
La arquidiócesis de Daegu (en latín: Archidioecesis Daeguen(sis) y en coreano: 천주교 대구대교구) es una circunscripción eclesiástica latina de la Iglesia católica en Corea del Sur, sede metropolitana de la provincia eclesiástica de Gwangju. La arquidiócesis tiene al arzobispo Thaddeus Cho Hwan-Kil como su ordinario desde el 4 de noviembre de 2010.

## Territorio y organización

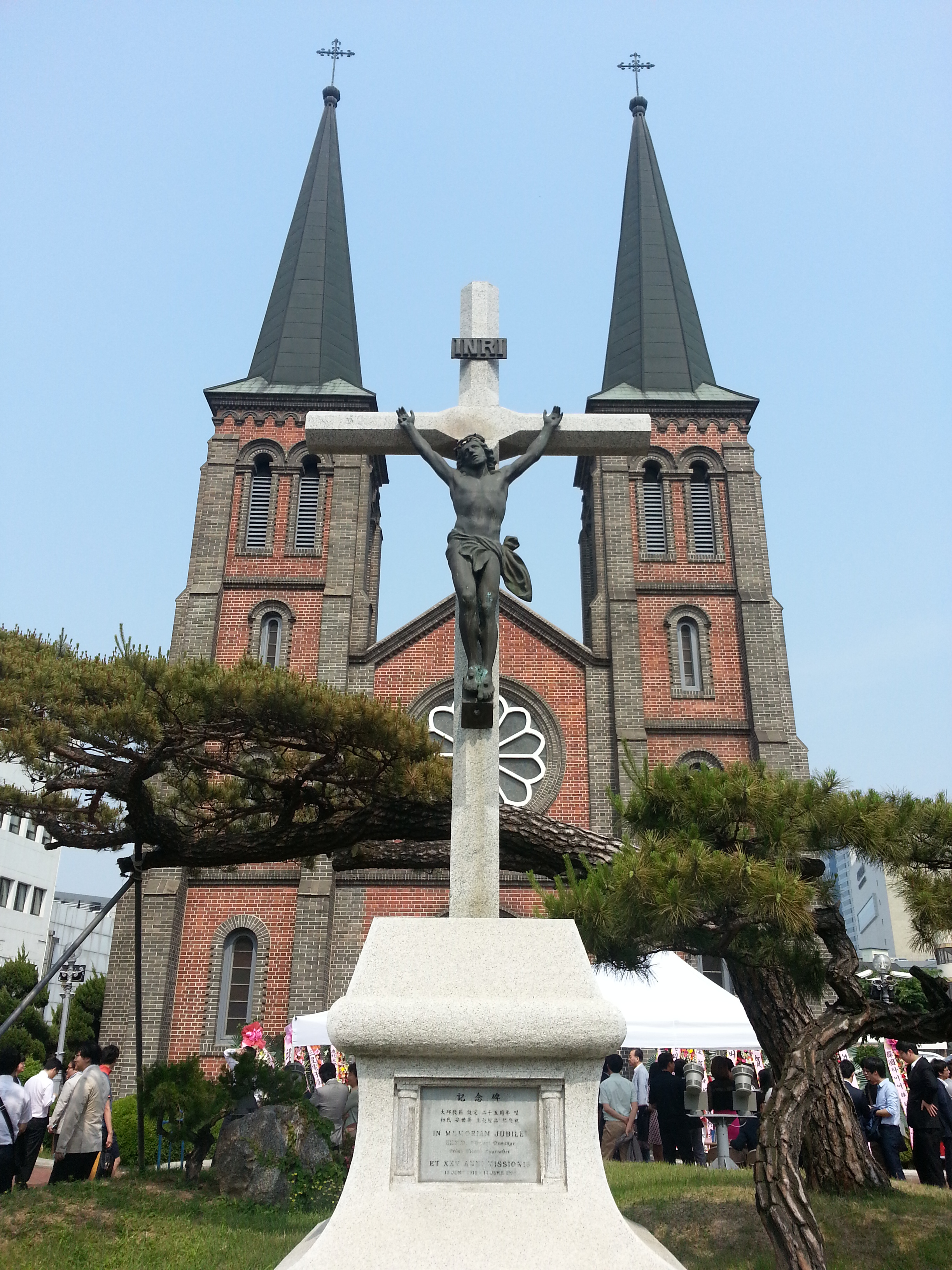
El frente de la Catedral de Katsurayama.

La arquidiócesis extiende su jurisdicción sobre los fieles católicos de rito latino residentes en la ciudad metropolitana de Daegu y en parte del territorio de la provincia de Gyeongsang del Norte, comprendiendo las ciudades de Gimcheon, Gumi, Gyeongju, Gyeongsan, Pohang y Yeongcheon, y de los condados de Cheongdo, Chilgok, Goryeong, Gunwi, Seongju y Ulleung.
La sede de la arquidiócesis se encuentra en la ciudad de Daegu, en donde se halla la Catedral de Nuestra Señora de Lourdes, conocida como Catedral de Kyesan. 
En 2019 la arquidiócesis estaba dividida en 162 parroquias. 
La arquidiócesis tiene como sufragáneas a las diócesis de Andong, Pusan, Cheongju y Masan.

## Historia
El vicariato apostólico de Taiku fue erigido el 8 de abril de 1911 con el breve Quo uberiores del papa Pío X separando territorio del vicariato apostólico de Corea (hoy arquidiócesis de Seúl).
El 13 de abril de 1937 cedió partes de su territorio para la erección de las prefecturas apostólicas de Kwoszu (hoy arquidiócesis de Gwangju) y Zenshu (hoy diócesis de Jeonju). La primera mediante bula Quidquid Christi Evangelio, y la segunda mediante la Quidquid ad Christi, ambas del papa Pío XI.
El 21 de enero de 1957 cedió otra porción de territorio para la erección del vicariato apostólico de Pusan (hoy diócesis de Pusan) mediante la bula Quandoquidem novas del papa Pío XII.
El 10 de marzo de 1962, debido a la bula Fertile Evangelii semen del papa Juan XXIII, el vicariato apostólico fue elevado al rango de arquidiócesis metropolitana y tomó su nombre actual.
El 29 de mayo de 1969 la arquidiócesis cedió parte de su territorio para la erección de la diócesis de Andong mediante la bula Quae in Actibus del papa Pablo VI.

## Episcopologio

### Vicarios apostólicos de Daegu
- Florian-Jean-Baptiste Démange, M.E.P. † (8 de abril de 1911-9 de febrero de 1938 falleció)
- Jean-Germain Mousset, M.E.P. † (13 de diciembre de 1938]-25 de octubre de 1942 renunció)
  - Sede vacante (1942-1948)
- John Baptist Choe (Tchoi) † (9 de diciembre de 1948-14 de diciembre de 1954 falleció)
- John Baptist Sye Bong-Kil † (3 de julio de 1955-10 de marzo de 1962 nombrado arzobispo)

### Arzobispos de Daegu
- John Baptist Sye Bong-Kil † (10 de marzo de 1962-5 de julio de 1986 retirado)
- Paul Ri Moun-hi † (5 de julio de 1986 por sucesión-29 de marzo de 2007 renunció)
- John Choi Young-su † (29 de marzo de 2007 por sucesión-17 de agosto de 2009 renunció)
- Thaddeus Cho Hwan-Kil, desde el 4 de noviembre de 2010

## Estadísticas
De acuerdo al Anuario Pontificio 2020 la arquidiócesis tenía a fines de 2019 un total de 507 833 fieles bautizados.
| Año                                                                             | Población            | Población | Población      | Sacerdotes | Sacerdotes    | Sacerdotes    | Bautizados por sacerdote | Diáconos permanentes | Religiosos | Religiosos | Parroquias |
| Año                                                                             | Bautizados católicos | Total     | % de católicos | Total      | Clero secular | Clero regular | Bautizados por sacerdote | Diáconos permanentes | Varones    | Mujeres    | Parroquias |
| ------------------------------------------------------------------------------- | -------------------- | --------- | -------------- | ---------- | ------------- | ------------- | ------------------------ | -------------------- | ---------- | ---------- | ---------- |
| 1949                                                                            | 30 243               | 6 290 000 | 0.5            | 37         | 37            |               | 817                      |                      |            | 35         | 34         |
| 1970                                                                            | 77 891               | 3 148 954 | 2.5            | 126        | 98            | 28            | 618                      |                      | 75         | 410        | 45         |
| 1980                                                                            | 126 553              | 3 443 173 | 3.7            | 119        | 88            | 31            | 1063                     |                      | 82         | 573        | 62         |
| 1990                                                                            | 245 024              | 4 142 489 | 5.9            | 152        | 120           | 32            | 1612                     |                      | 98         | 702        | 84         |
| 1999                                                                            | 342 263              | 4 397 791 | 7.8            | 249        | 213           | 36            | 1374                     |                      | 115        | 958        | 114        |
| 2000                                                                            | 359 964              | 4 439 003 | 8.1            | 257        | 222           | 35            | 1400                     |                      | 110        | 958        | 114        |
| 2001                                                                            | 371 532              | 4 467 057 | 8.3            | 274        | 239           | 35            | 1355                     |                      | 134        | 943        | 117        |
| 2002                                                                            | 382 361              | 4 474 349 | 8.5            | 283        | 249           | 34            | 1351                     |                      | 95         | 954        | 118        |
| 2003                                                                            | 391 607              | 4 470 061 | 8.8            | 311        | 277           | 34            | 1259                     |                      | 114        | 955        | 132        |
| 2004                                                                            | 402 958              | 4 466 810 | 9.0            | 315        | 282           | 33            | 1279                     |                      | 98         | 950        | 140        |
| 2006                                                                            | 419 299              | 4 466 166 | 9.4            | 353        | 315           | 38            | 1187                     |                      | 107        | 1035       | 146        |
| 2013                                                                            | 471 571              | 4 523 733 | 10.4           | 429        | 382           | 47            | 1099                     |                      | 108        | 1275       | 159        |
| 2016                                                                            | 491 921              | 4 533 397 | 10.9           | 449        | 410           | 39            | 1095                     |                      | 119        | 1039       | 161        |
| 2019                                                                            | 507 833              | 4 503 504 | 11.3           | 489        | 444           | 45            | 1038                     |                      | 124        | 1024       | 162        |
| Fuente: Catholic-Hierarchy, que a su vez toma los datos del Anuario Pontificio. |                      |           |                |            |               |               |                          |                      |            |            |            |